# Tetrafluoroboritan bis(pyridin)jodonia
Tetrafluoroboritan bis(pyridin)jodonia, také známý pod názvem Barluengovo činidlo, je organická sloučenina používaná jako jodační činidlo. Lze jej zakoupit, také se dá připravit reakcí jodu s pyridinem a tetrafluoroboritanem stříbrným.